# 向光普
向光普，北宋古州向氏领主。古州（今贵州榕江县）人。
向氏是西南溪峒大姓豪富，宋太宗至道二年（996年），宋朝赐给他古州刺史印。宋真宗大中祥符元年（1008年）三月，加银青光禄大夫、檢校太子賓客。天禧四年（1020年），向光普遣使至鼎州营僧斋，以祝圣寿。后来都接受朝命。